# Catocala doerriesi
Catocala doerriesi és una espècie de papallona nocturna de la subfamília Erebinae i la família Erebidae. Es troba al nord-est de Rússia (Amur, Khabàrovsk, Primórie), Corea i al nord de la Xina.
Fa aproximadament 67 mm d'envergadura alar.